# Eugen Johann Christoph Esper

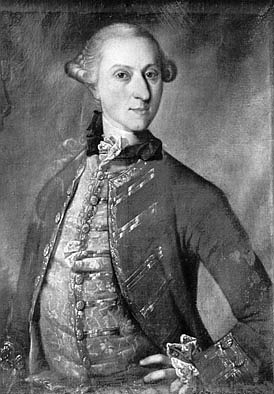
Ölgemälde, Eugen Johann Christoph Esper darstellend

Eugen Johann Christoph Esper (* 2. Juni 1742 in Wunsiedel; † 27. Juli 1810 in Erlangen), auch Eugenius Johann Christoph Esper genannt, war ein deutscher Entomologe, Botaniker, Pathologe und Mineraloge. Sein offizielles botanisches Autorenkürzel lautet „Esper“.

## Leben und Wirken
Esper und sein Bruder Johann Friedrich Esper (1732–1781) wurden schon früh durch ihren Vater Friedrich Lorenz Esper, einen großen Naturfreund und Botaniker, mit Naturgeschichte vertraut gemacht. Casimir Christoph Schmidel (1718–1792), Professor für Botanik, riet Eugen Esper, sein Theologie-Studium abzubrechen und stattdessen bei ihm Naturgeschichte zu studieren.
Er promovierte 1781 in Philosophie an der Universität Erlangen mit der Doktorarbeit De varietatibus specierum in naturæ productis. Ab dem folgenden Jahr lehrte er dort erst als Professor extraordinarius, dann ab 1797 als Professor ordinarius Philosophie. Ab 1805 leitete er die Abteilung für Naturgeschichte an der Universität Erlangen. Dank seiner Arbeit wuchsen die Sammlungen von Mineralien, Vögeln, Pflanzen, Muscheln und insbesondere die der Insekten an der Universität sehr schnell.

Ein von Esper bearbeiteter Falter aus der Gerningschen Sammlung im Museum Wiesbaden

In seiner Freizeit widmete sich Esper dem Studium der Natur und der Vorbereitung seiner Manuskripte über Naturgeschichte. Er war Autor einer Serie von Büchern und Monographien, wie zum Beispiel Die Schmetterlinge in Abbildungen nach der Natur mit Beschreibungen (1776–1807), dem Linnéschen System folgend. Diese waren reichlich illustriert: Mineralien, Vögel, Pflanzen, Muscheln und Insekten auf 438 farbigen handgezeichneten Tafeln. Eine zweite Auflage brachte Toussaint von Charpentier (1779–1847) 1829 bis 1839 heraus. Darin befinden sich auch Erstbeschreibungen von Schmetterlingen aus der Sammlung von Johann Christian Gerning, die sich im Museum Wiesbaden befindet und Sammlungsgut von Maria Sibylla Merian (1647–1717) enthält.
Esper war auch der Erste, der die Paläopathologie erforschte, und gilt als Begründer dieses wichtigen Zweigs der Pathologie. Im Jahr 1789 wurde er zum Mitglied der Leopoldina gewählt.

## Werke

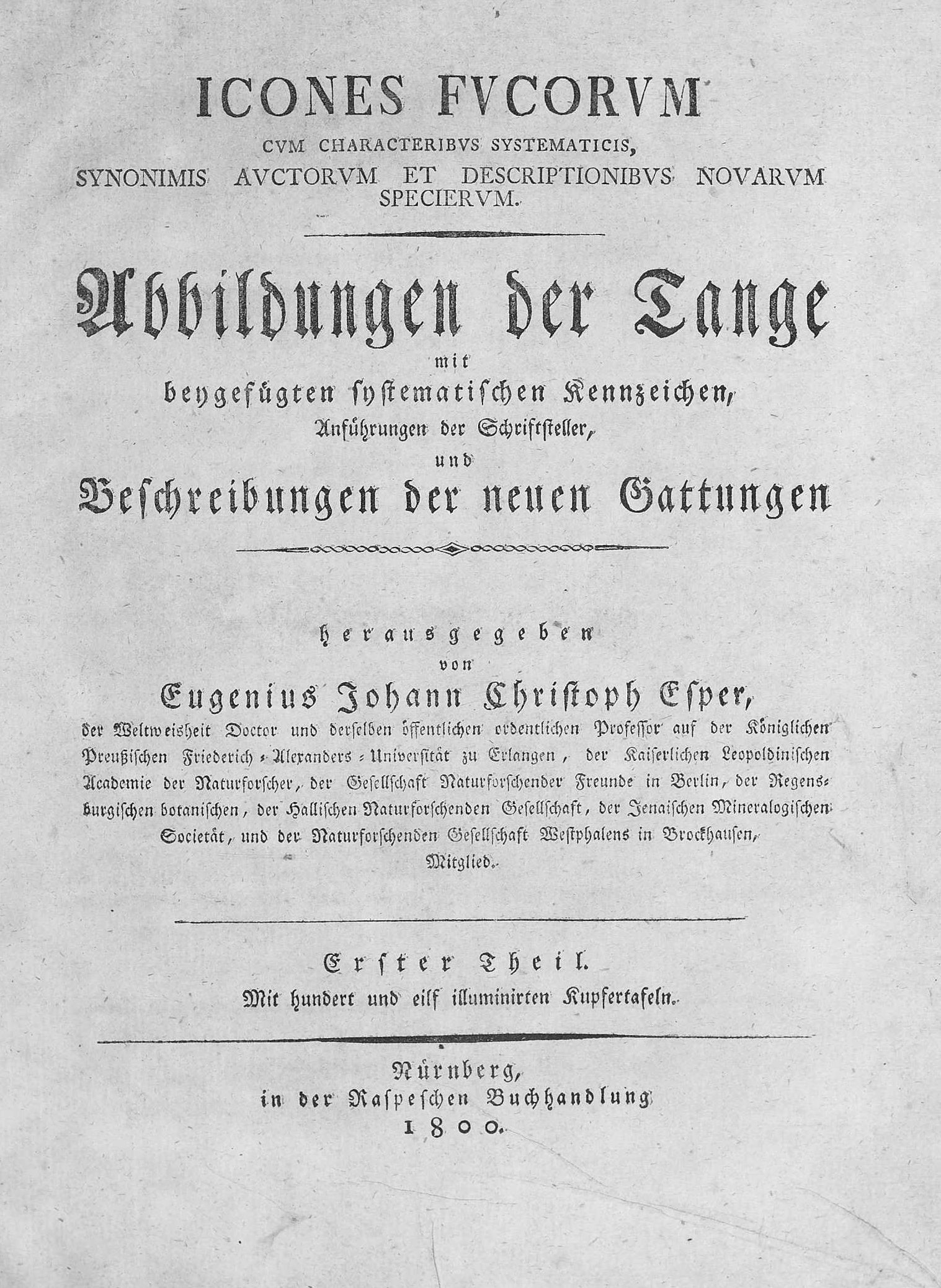
Icones fucorum, 1800

- Die Schmetterlinge in Abbildungen nach der Natur mit Beschreibungen. Walther & Weigel, Erlangen, Leipzig 1777–1839 post mortem doi:10.5962/bhl.title.15535
- De varietatibus specierum in naturæ productis. Erlangen 1781.
- Ad audiendam orationem. Erlangen 1783.
- Naturgeschichte im Auszuge des Linneischen Systems, mit Erklärung der Kunstwörter. Nürnberg 1784.
- Die Pflanzenthiere in Abbildungen nach der Natur, mit Farben erleuchtet, nebst Beschreibungen. Raspe, Nürnberg 1791–1830 post mortem
- Icones fucorum. ... Abbildungen der Tange. Raspe, Nürnberg 1797–1818 p.m.
- Icones fucorum. Band 1. Raspesch, Nürnberg 1800 (Latein, deutsch, Online).
- Icones fucorum. Band 2. Raspesch, Nürnberg 1802 (Latein, deutsch, Online).
- Lehrbuch der Mineralogie. Palm, Erlangen 1810.
- Die ausländischen Schmetterlinge in Abbildungen nach der Natur. Erlangen, im Verlage der Expedition des Esper’schen Schmetterlings- und des Schreber’schen Säugthierwerkes, [1830] doi:10.5962/bhl.title.12489